# 암스테르담 조약
암스테르담 조약(Amsterdam Treaty)은 마스트리흐트 조약과 로마 조약 등의 유럽 연합(EU)의 기본 조약에서 큰 변화가 있었던 조약으로, 1997년 10월 2일에 체결되고 1999년 5월 1일에 발효되었다. 암스테르담 조약은 시민권과 개인의 권리를 존중하는 내용으로 구성되어 있으며, 유럽 의회가 유럽 연합의 정책 결정에 이전보다 더 관여할 수 있도록 하여 민주적 통제를 강화하였다. 고용 문제와 공동체의 자유, 안보, 사법 정책에 대해서도 언급하였으며 공통 외교 및 안전보장 정책(CFSP)의 강화와 유럽연합 확대에 대비한 기구 개혁에 대해서도 논하였다.

## 배경
암스테르담 조약은 협상이 1995년 6월 2일, 시칠리아섬 메시나에서 시작되어 로마 조약 체결 40주년이 되는 1997년 6월 17일~18일에 열린 암스테르담 유럽 이사회에서 타결될 때까지 약 4년이라는 시간을 들여 정리된 것이다. 또한, 조약의 정식 서명 이후에도 가맹 회원국에서 오랫동안 비준 절차가 어렵게 진행되었다. 유럽 의회가 조약을 승인한 것은 1997년 11월 19일이며, 회원국 중 2개국에서 국민투표를 실시하였고 다른 13개국에서도 의회에서 결의하여 겨우 회원국 모두 비준 절차가 완료되었다.

## 내용
암스테르담 조약은 13개의 의정서와 정부간 협의에서 정리된 51개의 선언서, 회원국이 더한 8개의 선언서 이외에 15개조로 구성된 기존의 기본 조약을 수정하는 조문으로 구성되어 있다. 16개항으로 그 제1조는 마스트리흐트 조약의 일반 조항을 수정하였고 CFSP와 형사 및 경찰분야의 협력에 대해 다루고 있다. 연속 4조는 70항으로 구성되어 있는데, 유럽 공동체(EC) 설립조약(로마 조약), 유럽 석탄 철강 공동체(ECSC) 설립 조약(파리 조약, 2002년에 만기됨), 유럽 원자력 공동체(Euratom) 설립 조약, 유럽 의회 선거에 관한 의정서를 수정하는 것이다. 그리고 마지막 조항은 4개의 조항으로 구성되어 있다. 암스테르담 조약에서는 앞서 세 공동체 설립 조약에 대해 이미 사문화된 56개 이상의 조문을 삭제하였고, 가독성을 확보하기 위해 조문 번호를 재배치하였다.

## 서명국
|          |        |        |        |        |            |          |            |          |
| 벨기에   | 덴마크 | 핀란드 | 프랑스 | 그리스 | 아일랜드   | 이탈리아 | 룩셈부르크 | 네덜란드 |
|          |        |        |        |        |            |          |            |          |
| 포르투갈 | 스페인 | 영국   | 스웨덴 | 독일   | 오스트리아 |          |            |          |

## 같이 보기
- 공동여행구역

|                   |                      |                                      |                              |                            |                                  |                                  |                      |                |                  |
| 1948 브뤼셀 조약  | 1952 파리 조약       | 1958 로마 조약                       | 1967 합병 조약               | 1987 단일 유럽 의정서      | 1993 마스트리흐트 조약 (EU 설립) | 1993 마스트리흐트 조약 (EU 설립) | 1999 암스테르담 조약 | 2003 니스 조약 | 2009 리스본 조약 |
|                   |                      |                                      | 유럽 원자력 공동체 (EURATOM) |                            |                                  |                                  |                      |                |                  |
|                   |                      | 유럽 석탄 철강 공동체 (ECSC)         | 유럽 석탄 철강 공동체 (ECSC) |                            |                                  |                                  |                      | 유럽 연합 (EU) |                  |
|                   |                      | 유럽 경제 공동체 (EEC)               | 유럽 경제 공동체 (EEC)       | → 세 개 의 기 둥 →         |                                  | 유럽 공동체 (EC)                 | 유럽 공동체 (EC)     | 유럽 연합 (EU) |                  |
|                   | ↑유럽의 공동체↑      | ↑유럽의 공동체↑                      | 사법과 국내 문제 (JHA)       | → 세 개 의 기 둥 →         |                                  | 유럽 공동체 (EC)                 | 유럽 공동체 (EC)     | 유럽 연합 (EU) |                  |
|                   |                      | 경찰 및 사법 협력에 관한 규정 (PJCC) | 사법과 국내 문제 (JHA)       | → 세 개 의 기 둥 →         |                                  |                                  |                      | 유럽 연합 (EU) |                  |
|                   | 유럽 정치 협력 (EPC) | 공동 외교 안보 정책 (CFSP)           | 공동 외교 안보 정책 (CFSP)   | 공동 외교 안보 정책 (CFSP) |                                  |                                  |                      | 유럽 연합 (EU) |                  |
|                   | 유럽 정치 협력 (EPC) |                                      |                              | → 세 개 의 기 둥 →         |                                  |                                  |                      | 유럽 연합 (EU) |                  |
| 서유럽 연합 (WEU) |                      |                                      |                              |                            |                                  |                                  |                      | 유럽 연합 (EU) |                  |
|                   |                      |                                      |                              |                            |                                  |                                  |                      |                |                  |